# Okarche
Okarche är en kommun (town) i Canadian County, och Kingfisher County, i Oklahoma. Vid 2010 års folkräkning hade Okarche 1 215 invånare.